# Kodjovi Obilalé
Kodjovi Obilalé   (Lomé, 8 d'octubre de 1984) és un exfutbolista togolès de la dècada de 2000.
Fou internacional amb la selecció de futbol de Togo amb la qual participà a la Copa del Món de futbol de 2006.
Pel que fa a clubs, destacà a Étoile Filante de Lomé.